# 長崎電気軌道2000形電車
長崎電気軌道2000形電車（ながさきでんききどう2000かたでんしゃ）は、1980年（昭和55年）から2014年（平成26年）まで在籍した長崎電気軌道の路面電車車両である。

## 概要
日本船舶振興会（現在の通称は日本財団）の資金援助の下で日本鉄道技術協会が開発した、「軽快電車」と呼ばれる新型路面電車の実証試験車となった広島電鉄3500形に続く初の量産車として川崎重工業兵庫工場で製造され、3500形に先駆けて1980年8月9日より就役した。
大出力直流複巻式電動機の直角カルダン駆動によるモノモーター方式駆動システム・インサイドフレーム空気ばね台車・電機子チョッパ制御等、従来の路面電車には無い斬新な機構を多数採用した。
この画期的な設計が評価され、1981年には、鉄道友の会のローレル賞を受賞している。
長崎電気軌道にとって1962年の370形以来19年ぶりの完全新車であり、また同社初の冷暖房完備の車両でもあった。

## 車体
開発に参加したアルナ工機（現・アルナ車両）が先行して1977年より製作した、東京都交通局7000形更新車のデザインの流れを汲む、スクエアな造形の全金属製車体である。
窓配置はD3D3の左右非対称形で、下段上昇・上段下降式のユニット式アルミサッシ窓を採用し、中央扉は2枚折り戸を2組用いた1,400 mm幅の両開き式、左扉は通常の2枚折り戸となっている。
座席は1人掛けクロスシートとロングシートを組み合わせたセミクロスシート式で、空調装置として屋根上に冷凍能力25,000 kcal/hの冷房機を搭載する。

### 塗装
この車両は標準塗装もそれまでの車両とは異なっている。同社では1952年から上半分クリームと下半分ダークグリーンの塗装を用いていたが、本形式からはクリーム色にワインレッドのラインが入る形に改められた。1990年代までの車両はこの塗装で導入された。なお2000形以前の車両も一部この塗装に置き換えられたが、短期間で従来の塗装に戻されている。

### 方向幕
この車両は、長崎電気軌道初の大型カラー方向幕を採用した。2000形以前に導入された車両は、ワンマン化の際し白地の方向幕に始発地と終着地をまとめて書いたものとし（ツーマン時代は異なる）、系統は車両前方下部に掲げた系統板で表していた。2000形では系統板を廃止し、系統色地の方向幕に行先と系統番号を表記したものに変更した。導入当初はローマ字なしであったが、現在はローマ字入りになっている。これは後に導入された車両にも採用されたほか、2000形以前の車両も順次方向幕の自動巻き取り化の際にカラー方向幕に置き換えられていった。

## 主要機器

### 電装品
床下に搭載された三菱電機製CMC161-6サイリスタチョッパ制御器により、同じく三菱電機製のMB-3263-A直流複巻式電動機（端子電圧600 V時、1時間定格出力120 kW / 1,800 rpm） 1基を制御する。このMB-3262-Aは寸法的な制約が特に厳しいことから円筒形ではなく、最大寸法を抑え易い八面構成のヨークを採用しており、外観上も八角柱状のハウジングを用いた、特徴的な形状を呈している。
主電動機出力は開発が先行した広島電鉄3500形と同一であるが、本形式は車体が軽いために加速度が3.0 km/h/sと設定されており、交差点通過時のダッシュに威力を発揮する。
運転台のマスコン（主幹制御器）は広島電鉄3500形と共通設計の1軸両手式のワンハンドルマスコンが採用され、力行4ノッチ・制動8ノッチ（非常ブレーキ1ノッチを含む）の操作が統合されている。また、これにより両ハンドル間に常用される計器やスイッチ類を集中搭載することが可能となっており、実際にも主幹制御器にこれらの主要スイッチ類が内蔵されてコンパクト化が実現している。

### 駆動装置
駆動システムとしては、直角カルダン駆動によるモノモーター2軸駆動方式を採用する。モノモーター方式の直角カルダン駆動は、ハイポイドギア（曲がり歯笠歯車）などの笠歯車を使用する必要があり、製造・保守コストが平歯車を使用する他の駆動システムと比較して高くなる傾向がある。その反面、駆動音が非常に静粛となり、また例えば60 kW級電動機を2基搭載する場合に比べて制御器の回路構成が圧倒的に簡略化されるため、当時の技術では難しかったチョッパ制御器の小型化が容易、しかも2軸同時駆動となるために空転しにくい、というメリットがあった。なお、カルダン式のカルダン式たるゆえんである可撓継手は東洋電機製造製ゴムブッシュ付き平行リンク型中空軸カルダン継手が採用されており､これによって電動台車の各車軸とハイポイドギア軸（出力側）とを結合している。

### 台車
主電動機のレイアウトをモノモーター方式とすることにより、台車も側枠を主電動機支持のためにインサイドフレームとする必要が生じ、また主電動機の装架の都合上、揺れ枕も取り付けられなくなったため、必然的にダイアフラム形空気ばねによるダイレクトマウント方式台車となった。
こうして、緩衝ゴム式軸箱支持＋防音車輪採用で乗り心地の改善と静音化を実現した住友金属工業FS82・82Tが新規設計された。

### 集電装置
パンタグラフは新設計のZ形パンタグラフで、これは東洋電機製造が設計製作を担当し、以後各地の路面電車や下津井電鉄モハ2001形「メリーベル」などの小型電車に多用されるようになった一連の同社製新世代Z形パンタグラフシリーズの始祖となった機種である。これは本来は回生ブレーキ常用を目的として開発され、離線が発生しないよう架線への追従性が高められているのが特徴であるが、本形式では床下スペースとコストの問題から､回生ブレーキが省略されているため、その架線への良好な追従性は、静止型インバータによる補助電源の停止による冷房の機能停止を防止する目的にのみ役立てられている。

### ブレーキ
ブレーキは一般的な電気指令式であるが、コンパクト化と加速性能に見合った制動能力の強化、それに空気管内の結露による錆の発生への対策が必要になったために、空気圧指令を空油変換弁で変換する､油圧キャリパー方式のディスクブレーキが採用されており、これにより常用3.5km/h/s、非常4.5km/h/sという高減速度を実現した。

## 運用

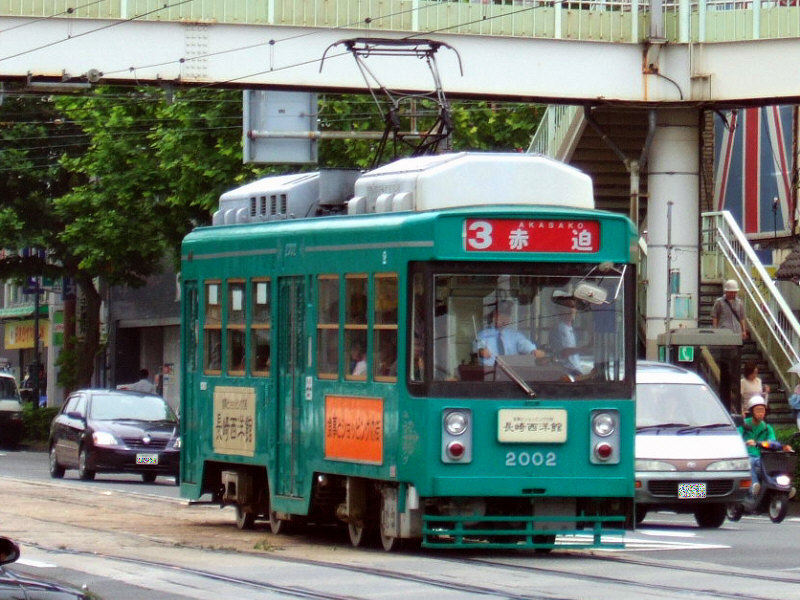
2002号。上掲画像の2001と比較すると冷房装置などが落成当初の原形仕様のままである点が異なる。

開発が先行した広島電鉄3500形が製造途中での編成変更で重量が増えて相対的な出力不足に陥り、十分な性能が得られずトラブルが続出したのに対し、本形式は計画通り性能に余裕が与えられていたことから、就役開始後に新開発の機構部について特に大きな不具合も発生することなく、そのまま受け入れられている。
もっとも、当初はさらに3両の増備で5両体制とすることが計画されていたが、開発の遅れと製造コストの高騰などから大量導入は時期尚早と判断され、本形式は2両で製造打ち切りとなった。そのため、その後は同形車体の機器流用車（1200形 - 1800形）の増備に移行し、完全新車は3000形まで導入されなかった。また車両構造が他の在籍車両とは全く別物であったがゆえにメンテナンスが難しいという欠点があったため、2010年3月30日をもって在籍2両のうち2002号車の運用を終了し、残る2001号車も2014年3月にさよなら運転を行い引退した。
なお、本形式の新造後ほどなく長崎大水害が発生したが、たまたま2両とも工場で車体をジャッキアップしており、台車や主電動機は冠水したものの、チョッパ制御器等床下機器への被害は免れている。

### リニューアル
2008年（平成20年）に2001のリニューアル工事が実施されている。
2000形では1人掛けクロスシート8席と7人掛けロングシート2席を組み合わせたセミクロスシート式を採用したが、このために着席定員が22人と、1200形以後の28人に比べてやや少なくなり、以前の車両及び後に導入された車両に比べて収容力がやや劣る形となっていた。そのため、座席は従来車と同じ7人掛けロングシート4席に改められている。同時にシートモケットもオレンジからワインレッドに変更された。その他、屋根上の冷房装置も従来車同様三菱電機製のものに交換されている。
2002はリニューアル工事を行われず、引退時までセミクロスシート、デビュー時の空調装置のままであった。